# 與…同行
《與...同行》（英語：Walking With...，或稱Trilogy of Life及Walking with Prehistoric Life）為在英國BBC台播放的一個紀錄片系列，主要描繪遠古生物的生活。此系列的靈感源自蒂姆·海恩斯及贾斯珀·詹姆斯，由不可能的图片製作，蒂姆·海恩斯導演，而史前生物本身則利用電腦來重現。
英國版多用簡尼夫·班納來當旁白，但美國版的旁白則不定。

## 列表
- 1999年：《与恐龙共舞》（Walking with Dinosaurs）
- 2001年
  - 《異特龍之謎（英语：The Ballad of Big Al）》
  - 《与古兽同行》（Walking with Beasts）
- 2002年：《與恐龍共舞特別篇（英语：Chased by Dinosaurs）》
- 2003年
  - 《與遠古人共舞（英语：Walking with Cavemen）》
  - 《海底霸王》（Sea Monsters）
- 2005年：《与巨兽同行》（Walking with Monsters）

## 外部連結
- Impossible Pictures網站 （页面存档备份，存于）
- Impossible Pictures的維基